# E.C. Segar
Elzie Crisler Segar (8. december 1894 - 13. oktober 1938) var en amerikansk tegneserieforfatter, bedst kendt som skaberen af Skipper Skræk, en figur, som først dukkede op i 1929 i avisen tegneserien "Thimble Theatre"
En figur fra Segars tegneserie, "Eugene the Jeep", kan have været inspiration til ordet for køretøjet jeep.